# Салуен
Салуен (кин: 怒江, бур. Thanlwin Myit) је река у Кини и Мјанмару (делом је гранична река према Тајланду). Са 2.980 km дужине, то је друга најдужа река у Југоисточној Азији, после Меконга. Долина реке Салуен је слабо насељена, али је богата биљним и животињским светом.
Река Салуен извире на Тибетанској висоравни (планине Ћингхај), испод глечера на 5.450 метара надморске висине. Потом тече ка југоистоку кроз кинеску провинцију Јунан. У Мјанмару Салуен протиче кроз савезну државу Шан. Улива се у Андаманско море.
Предео у горњем току реке Салуен, где она тече паралелно са рекама Меконг и Јангцекјанг (Три паралелне реке Јунана), заштићено је природно подручје (Светска баштина).

## Географија и именовање
Слив Салуена обухвата око 324.000 km2 (125.000 sq mi), од чега је 52 посто у Кини, 41 посто у Бурми и 7 посто у Тајланду. Слив је изузетно дуг и узак, налази се између речних система Иравади и Брамапутра на западу и Меконг система на истоку, и дели краћу границу са системом Јангцекјанг на северу. Са средњом надморском висином од 3.515 m (11.532 ft), слив Салуен укључује бројне залеђене планинске венце, и река великим делом тече на великој надморској висини. У Кини се слив Салуен налази у Тибетској аутономној области и Јунану. У Бурми Салуен протиче кроз државу Шан, државу Каја, државу Карен и државу Мон. У Тајланду се Салуен граничи само са провинцијом Мае Хонг Сон, са притокама које се протежу у провинције Ђијанг Мај, Так и Канчанабури.
Просечна брзина протока на кинеско-бурманској граници је 68,74 km3 (55.730.000 acre⋅ft) годишње, или око 2.200 m3/s (78.000 cu ft/s). Дуж границе Бурме и Тајланда, Салуен носи просечан годишњи проток од 200 km3 (160.000.000 acre⋅ft) или више од 6.300 m3/s (220.000 cu ft/s). Процењени проток на ушћу је 210 km3 (170.000.000 acre⋅ft) годишње, или 6.600 m3/s (230.000 cu ft/s). Око 89 одсто годишњег тока се дешава у сезони монсуна (од средине маја до новембра), а само 11 одсто у остатку године.
Становништво слива Салуена се процењује на 24 милиона или 76 особа/km2. Око 10 милиона људи живи поред или у близини реке. Људи у сливу Салуена представљају велику разноликост етничких група. У Кини, слив Салуен је дом за Бланге, Дерунге, Лисе, Нуе, Палаунге (Деанг), Шане, Тибетанце и Вае. У Бурми и Мјанмару, главне етничке групе укључују Ака, Лаху, Лису, Хмонг, Качин, Карен, Карени, Коканг, Па'О, Шан и Јао. Највећа густина насељености је у држави Мон (300 људи/2) и Јунану (100 људи/2), док је најмања густина насељености на Тибету (5 особа/km2).

### Горњи Салуен (Кина)
Салуен потиче из планина Тангула на централној Тибетанској висоравни. Извориште се налази у близини врха Денгка, источно од Тангулског превоја. Највиши извор је глечер Ђангмејерганг Галоу, 5.432 m (17.822 ft) изнад нивоа мора. Различити водотоци теку југозападно кроз високе планинске долине и акумулирају се у језеру Кона, на 4.594 m (15.072 ft). Низводно од језера, тибетански део реке назива се Гјалмо Нагку, „црна река“. У Тибету река тече углавном унутар префектуре Нагку.